# Fred Hürst
Alfred "Fred" Hürst  (* 22. Juni 1949) ist ein Schweizer Unternehmer und Hotelier.

## Leben
Der in Buchs (Schweiz) aufgewachsene Fred Hürst hat nach seiner Kellner- und Kochlehre im Jahr 1972 die Hotelfachschule in Lausanne (Schweiz) erfolgreich abgeschlossen. Zu seiner Ausbildung zählt auch das Diplom Schweizer Hotelier-Restaurateur SHV.
Von 1970 bis 1976 war Fred Hürst bei InterContinental Hotels Group in Genf und Abidjan tätig.
In den Jahren von 1976 bis 1986 war Fred Hürst bei Mövenpick tätig. Er zeichnete von 1976 bis 1980 für Mövenpick Hotel Flughafen Zürich verantwortlich, wo er als stellvertretender Generaldirektor fungierte. Von 1984 bis 1986 war er als Regional Direktor für die Autobahngastronomie verantwortlich.
Es folgte ein Abstecher in die Gastronomie. Er plante, konzeptionierte und eröffnete die ersten Schweizer Marché Mövenpick Betriebe in Luzern, Bellinzona und Glarus.
In den Jahren 1986 bis 2013 wirkte Fred Hürst für Hyatt, ab 2001 als Area Vice President. In dieser Funktion zeichnete er sich für den Aufbau und die Gestaltung der Hyatt Hotels in Zentraleuropa verantwortlich. In Deutschland sind dies drei Hyatt Regency, ein Park Hyatt und ein Grand Hyatt.
Seit Januar 2014 ist Fred Hürst Partner des Beratungsunternehmens MRP-Consult Schweiz AG.
Fred Hürst hat nebst der Schweiz in Ägypten, Elfenbeinküste, Belgien und Deutschland gelebt und gearbeitet.

## Auszeichnungen
- 1991 Hyatt General Manager of the Year Award
- 2010 Hotelier des Jahres[4][5]